# Descarrilamento de trem em Pioltello
O descarrilamento de trem em Pioltello refere-se ao desastre ocorrido em 25 de janeiro de 2018, perto da comuna de Pioltello, na Itália. O incidente resultou no falecimento de três mulheres e mais de cem pessoas ficaram feridas, das quais 46 precisaram de assistência médica no hospital e cinco destas estavam em estado crítico.

## Acidente
Em 25 de janeiro de 2018, por volta das 7:00 do horário local, um trem de passageiros estava viajando de Cremona para a estação de Milano Porta Garibaldi quando duas dois vagões descarrilaram e chegaram a um descanso num ângulo.. O acidente ocorreu entre a estação Pioltello-Limito e Segrate.
A companhia operadora de trens Trenord disse que o trem estava viajando em velocidade normal quando o descarrilamento ocorreu. Testemunhas dizem que a locomotiva tremeu por alguns instantes pouco antes do acidente acontecer.

## Investigação
A polícia italiana iniciou uma investigação sobre a possível causa do acidente e especulou que um problema com um interruptor de pista poderia ser a razão. Um trilho quebrado em uma seção articulada a 2,3 quilômetros do local do acidente foi posteriormente identificado como a causa do descarrilamento. Essa seção da pista estava programada para ser substituída.